# Кимёгар (футбольный клуб, Алмалык)
«Кимёга́р» (узб. «Kimyogar» Olmaliq futbol klubi / «Кимёгар» Олмалиқ футбол клуби) — бывший узбекистанский футбольный клуб из города Алмалык Ташкентской области Узбекистана, существовавший в 1990-1994 годах.

## Названия
| Годы      | Название  |
| --------- | --------- |
| 1990      | «Химик»   |
| 1991—1992 | «Кимёгар» |
| 1993      | «Алмалык» |
| 1994      | «Кимёгар» |

## История
Является преемником местного «Металлурга», существовавшего в 1966-1988 годах, и предшественником нынешнего алмалыкского клуба АГМК, основанного в 2004 году.
Название клуба с узбекского языка переводится как «Химик». Домашние матчи проводил на стадионе «Металлург», построенном в 1960 году и вмещающем 11 000 зрителей.
В первый год своего существования выступал во Второй низшей лиге СССР, заняв 16-е место в своей зоне.
В следующем сезоне также участвовал во Второй низшей лиге СССР, поднявшись на 6-е место.
В 1992 году дебютировал в первом независимом чемпионате Узбекистана, по итогам которого занял предпоследнее, 16-е место и вылетел в Первую лигу.
В Первой лиге в сезоне-1993 оказался 12-м среди 16 команд. После неудачного выступления в 1994 году во Второй лиге клуб был расформирован.